# Mario Indelli
Mario Indelli (Firenze, 1º aprile 1886 – Roma, 19 dicembre 1956) è stato un diplomatico e ambasciatore italiano.

## Biografia
Nato a Firenze il 1º aprile 1886, conseguì la laurea in giurisprudenza presso l'Università di Bologna il 26 aprile 1910. 
Era figlio di Luigi Indelli (1828-1903), avvocato, più volte deputato alla Camera del Regno d'Italia, e fratello di un altro diplomatico (Paolo Francesco Indelli, console e console generale tra 1910 e 1920).
Morì a Roma il 19 dicembre 1956.

## Carriera diplomatica
Nominato addetto consolare, superato il concorso per l'accesso alla carriera diplomatica, fu destinato ad Alessandria d'Egitto con provvedimento del 27 marzo 1911. Dal maggio 1911 venne chiamato in servizio al Ministero degli esteri.
Dal 26 maggio 1912 fu promosso console di seconda classe e, nel luglio 1912, rivestì l'incarico segretario del delegato italiano alla conferenza sanitaria italo-argentina; dal 16 febbraio 1913 fu destinato a Smirne con funzioni consolari e, dal dicembre dello stesso anno, ad Aidin (Cina); poi, nel 1914, di nuovo a Smirne. Nel luglio 1914 venne promosso console di prima classe e, dal 1º ottobre 1915, fu destinato a Nizza.
Viceconsole a Smirne nel 1918-19, fu poi segretario della delegazione italiana alla Conferenza di Losanna (nel 1922-23) e, promosso a segretario di legazione, venne assegnato alla Direzione Generale degli Affari Politici del Ministero degli esteri dove lavorò fino a quando non venne assegnato a missioni all'estero.

Dal 28 settembre 1934, infatti, promosso a inviato straordinario e ministro plenipotenziario rappresentò l'Italia in Albania, poi, dal 7 agosto 1936, in Jugoslavia,, per essere infine nominato ambasciatore in Giappone (1940-1946), dove subirà anche l'internamento dopo l'8 settembre 1943.
Rientrò quindi in Italia dove, il 1º giugno 1947, venne collocato a riposo, dopo oltre trentasei anni di carriera diplomatica.